# Governo Van Rompuy
Il Governo Van Rompuy è stato il 91º governo del Belgio, guidato da Herman Van Rompuy.
Esso ha prestato giuramento davanti al re il 30 dicembre 2008 e la cui Camera dei rappresentanti ha votato a favore della fiducia contro l'opposizione il 2 gennaio 2009; la dichiarazione del governo è stata letta dal Primo Ministro il 31 dicembre 2008 davanti al Parlamento.
È succeduto al governo Leterme I, le cui dimissioni sono state accettate da Alberto II il 22 dicembre 2008 in seguito al Fortisgate.
Questo governo, guidato da Herman Van Rompuy (CD&V), era composto dai fiamminghi (Open VLD) e francofoni liberali (MR), dai fiamminghi cristiano-democratici (CD&V), dai francofoni umanisti di centro (CDH) e dai socialisti (PS).
Durante il suo mandato, il governo ha subito numerosi cambiamenti di personale e cambiamenti di responsabilità. Il 17 luglio 2009, il ministro degli Esteri Karel De Gucht è stato designato a rappresentare il Belgio nella Commissione europea; allo stesso tempo è cambiato dopo le elezioni regionali del 2009, che avevano portato, in particolare sul lato vallone a nuove maggioranze e una nuova formazione governativa, alcuni politici dell'ufficio. Così, i seguenti ministri e segretari di Stato sono stati ritirati dall'originale governo Van Rompuy: Karel de Gucht, Maria Arena, Guido De Padt e Julie Fernandez Fernandez; e succedono altri: Guy Vanhengel, Yves Leterme, Michel Daerden e Philippe Courard.
Van Rompuy si è dimesso da primo ministro il 25 novembre 2009, dopo essere stato nominato primo Presidente permanente del Consiglio europeo il 19 novembre 2009. Lo stesso giorno il ministro degli Esteri Yves Leterme è stato nominato nuovo capo del governo. Ha formato il governo successore Leterme II.

## Composizione
Il governo Van Rompuy comprende 15 ministri e 7 segretari di Stato. La sua composizione iniziale è la seguente:
| Funzione e poteri | Nome                      | Termine                             |  | Partito  |
| --- | ------------------------- | ----------------------------------- |  | -------- |
| Primo ministro Politica generale e presidente del gabinetto di base e del Consiglio dei ministri                                   | Herman Van Rompuy         | 30 dicembre 2008 - 25 novembre 2009 |  | CD&V     |
| Vice Primo ministro e ministro Finanze e Riforme istituzionali                                                                     | Didier Reynders           | 30 dicembre 2008 - 25 novembre 2009 |  | MR       |
| Vice Primo ministro e ministro Affari sociali e Sanità pubblica                                                                    | Laurette Onkelinx         | 30 dicembre 2008 - 25 novembre 2009 |  | PS       |
| Vice Primo ministro e ministro Affari dei Funzionari, Aziende pubbliche e Riforme istituzionali                                    | Steven Vanackere          | 30 dicembre 2008 - 25 novembre 2009 |  | CD&V     |
| Vice Primo ministro e ministro Lavoro e Pari opportunità                                                                           | Joëlle Milquet            | 30 dicembre 2008 - 25 novembre 2009 |  | cdH      |
| Vice Primo ministro (fino al 17 luglio 2009) e ministro Affari esteri                                                              | Karel De Gucht            | 30 dicembre 2008 - 17 luglio 2009   |  | Open Vld |
| Vice Primo ministro (fino al 17 luglio 2009) e ministro Affari esteri                                                              | Yves Leterme              | 17 luglio 2009 - 25 novembre 2009   |  | CD&V     |
| Vice Primo ministro (dal 17 luglio 2009) e ministro Bilancio                                                                       | Guy Vanhengel             | 17 luglio 2009 - 25 novembre 2009   |  | Open Vld |
| Ministro Affari interni | Guido De Padt             | 30 dicembre 2008 - 17 luglio 2009   |  | Open Vld |
| Ministro Affari interni | Annemie Turtelboom        | 17 luglio 2009 - 25 novembre 2009   |  | Open Vld |
| Ministro Giustizia | Stefaan De Clerck         | 30 dicembre 2008 - 25 novembre 2009 |  | CD&V     |
| Ministro Difesa | Pieter De Crem            | 30 dicembre 2008 - 25 novembre 2009 |  | CD&V     |
| Ministro Politica delle PMI, dei Lavoratori autonomi, dell'Agricoltura e della Scienza                                             | Sabine Laruelle           | 30 dicembre 2008 - 25 novembre 2009 |  | MR       |
| Ministro Integrazione sociale (fino al 17 juli 2009), Pensioni en Grandi città                                                     | Maria Arena               | 30 dicembre 2008 - 17 luglio 2009   |  | PS       |
| Ministro Integrazione sociale (fino al 17 juli 2009), Pensioni en Grandi città                                                     | Michel Daerden            | 17 luglio 2009 - 25 novembre 2009   |  | PS       |
| Ministro Clima ed Energia | Paul Magnette             | 30 dicembre 2008 - 25 novembre 2009 |  | PS       |
| Ministro Cooperazione allo sviluppo                                                                                                | Charles Michel            | 30 decembre 2008 - 25 novembre 2009 |  | MR       |
| Ministro Imprenditorialità e semplificazione                                                                                       | Vincent Van Quickenborne  | 30 dicembre 2008 - 25 novembre 2009 |  | Open Vld |
| Ministro Politica migratoria e di asilo (fino al 17 luglio 2009)                                                                   | Annemie Turtelboom        | 30 dicembre 2008 - 17 luglio 2009   |  | Open Vld |
| Segretario di Stato Mobilità | Etienne Schouppe          | 30 december 2008 - 25 november 2009 |  | CD&V     |
| Segretario di Stato Coordinamento della lotta contro la frode                                                                      | Carl Devlies              | 30 dicembre 2008 - 25 novembre 2009 |  | CD&V     |
| Segretario di Stato Aleviamento della povertà e Integrazione sociale (dal 17 luglio 2009)                                          | Jean-Marc Delizée         | 30 dicembre 2008 - 17 luglio 2009   |  | PS       |
| Segretario di Stato Aleviamento della povertà e Integrazione sociale (dal 17 luglio 2009)                                          | Philippe Courard          | 17 luglio 2009 - 25 novembre 2009   |  | PS       |
| Segretario di Stato Persone con disabilità                                                                                         | Julie Fernandez Fernandez | 30 dicembre 2008 - 17 luglio 2009   |  | PS       |
| Segretario di Stato Persone con disabilità                                                                                         | Jean-Marc Delizée         | 17 luglio 2009 - 25 novembre 2009   |  | PS       |
| Segretario di Stato Bilancio, Politica familiare e Politica di migrazione e Asilo (dal 17 luglio 2009)                             | Melchior Wathelet         | 30 dicembre 2008 - 25 novembre 2009 |  | cdH      |
| Segretario di Stato Modernizzazione delle Finanze del Servizio pubblico federale, Tassazione ambientale e Lotta alla frode fiscale | Bernard Clerfayt          | 30 dicembre 2008 - 25 novembre 2009 |  | MR (FDF) |
| Segretario di Stato Affari esteri, incaricato della preparazione della Presidenza europea                                          | Olivier Chastel           | 30 dicembre 2008 - 25 novembre 2009 |  | MR       |
| Commissario reale Audit interno del governo federale                                                                               | Guido De Padt             | 17 luglio 2009 - 25 novembre 2009   |  | Open Vld |